# Valentin Haussmann
Valentin Haussmann (ur. w 1560  lub pomiędzy 1565–1570 w Gerbstedt, zm. przed 11 listopada 1613  lub ok. 1614 prawdop. tamże) – niemiecki kompozytor i organista.
Wykształcenie muzyczne otrzymał od swojego ojca. Przyczynił się do rozpowszechnienia w muzyce niemieckiej elementów stylu włoskiego, zwłaszcza w muzyce tanecznej i towarzyskiej. Wydawał opracowania włoskich pieśni w języku niemieckim . Pisał także własne utwory – pieśni, muzykę instrumentalną i utwory sakralne .
Istotne są związki artystyczne Valentina Haussmanna z Polską, gdzie przebywał przez jakiś czas przed 1602. Ponieważ kompozytor szczególnie interesował się muzyką taneczną, podróżował wiele i zbierał popularne melodie taneczne, które wykorzystywał w swoich utworach. W przedmowie do jednego ze swoich zbiorów Haussmann pisze, że tańce polskie „zebrał w Prusach i Polsce, gdzie z przyjemnością słuchał ich wykonywanych na instrumentach smyczkowych”. Prawdopodobnie chodzi tu o Prusy Książęce, którego trzecią część ludności stanowili wówczas Polacy.
Valentin Haussmann jest również autorem niemieckich tekstów poetyckich, które często podkładał do muzyki tanecznej (w tym również tańców polskich).

## Wybrane kompozycje
- Neue artige und liebliche Tantze (1598) – zbiór tańców; pierwszy zbiór muzyki instrumentalnej napisany w całości przez niemieckiego kompozytora
- Venusgarten (1602)
- Rest von Polnischen und andern Tantzen (1603)
- Neue Intrada (1604)